# São Lourenço do Sul
São Lourenço do Sul is een stad en gemeente in Brazilië gelegen in de staat Rio Grande do Sul. De gemeente telt 45.483 inwoners (2006) en is gelegen aan het Lagoa dos Patos en de Rio Camacuã. Door de grote toestroom van Duitse kolonisten, die hun sporen hebben achtergelaten in architectuur van de stad, is de stad een van de mooiste steden van de Costa Doce (genaamd naar de kust van de zoetwaterige lagune). Hierdoor is toerisme een belangrijke inkomstenbron voor de stad, naast de agricultuur en visserij.
De stad scheidde zich op 26 april 1884 van de naburige stad Pelotas af, waardoor het een aparte stad werd.